# Miloslav Müller
Miloslav Müller (* 15. července 1937, Náchod) je český politik, bývalý senátor za obvod č. 47 – Náchod, zastupitel Jaroměře a člen US-DEU.

## Politická kariéra

### Zastupitelstvo Jaroměře
V roce 1994 byl zvolen zastupitelem města Jaroměř za tehdejší Křesťanskodemokratickou stranu. Do roku 1998 působil jako místostarosta města. V roce 1998 mandát obhájil, ovšem už jako člen Unie svobody. Ve volbách 2002 svůj mandát neobhájil. A od roku 2006 opět zasedá v jaroměřském zastupitelstvu.

### Senát
Ve volbách 1996 se stal členem horní komory českého parlamentu, když v obou kolech porazil křesťanského demokrata Jiřího Hanuše. V senátu se angažoval ve Výboru pro územní rozvoj, veřejnou správu a životní prostředí. Ve volbách 2000 svůj mandát neobhajoval, ovšem podporoval jiného kandidáta za US-DEU Petra Fejfara.

### Členství v politických stranách
Do roku 1996 byl členem Křesťanskodemokratické strany, po sloučení s ODS se do této strany začlenil. Ovšem v polovině roku 1997 spolu s několika dalšími bývalými členy KDS utvořil Unii svobody, do které vstoupil a ve které působí dodnes.